# Układ oddechowy
Układ oddechowy (łac. systema respiratorium) – zespół narządów umożliwiających organizmowi oddychanie. Integralnym elementem układu jest narząd oddechowy.

## Wprowadzenie
Metabolizm komórek zwierzęcych wymaga ciągłego dostarczania tlenu oraz usuwania jego produktów końcowych (dwutlenku węgla i wody). Zwierzęta wykształciły w drodze ewolucji układy oddechowe o różnym stopniu skomplikowania: od form najprostszych (oddychanie przez powłokę ciała), przez uproszczone pojedyncze narządy po rozbudowane systemy z parzystymi narządami.
Wymiana gazowa pomiędzy organizmem a jego otoczeniem może odbywać się po spełnieniu pewnych warunków: 
- błona przepuszczalna dla gazów musi być wystarczająco wilgotna
- odpowiednio wysoka prężność tlenu w otoczeniu
- odpowiednio wysoka prężność dwutlenku węgla w płynach ustrojowych.

## Budowa układu oddechowego
Najbardziej rozwinięty układ oddechowy (np. u kręgowców wyższych ewolucyjnie) tworzą:
- drogi oddechowe:

-jama nosowa - ogrzewanie powietrza, oczyszczanie (obecność w nosie włosów i komórek z rzęskami wychwytującymi nieczystości), nawilżanie (obecność śluzu);
-gardło, krtań, tchawica, oskrzela - stanowią drogę, którą powietrze dociera do płuc. Tchawica i oskrzela mają dodatkowo chrząstkowe pierścienie, by się nie zapadać.
- narządy oddechowe:

-pęcherzyki płucne - tu zachodzi wymiana gazowa (za pomocą dyfuzji). Ich cienkie ścianki pozwalają na sprawną wymianę gazową. Są również oplecione licznymi naczyniami włosowatymi. W płucach jest bardzo dużo pęcherzyków, aby zwiększyć wydajność oddechową.
- oraz - pośrednio - układ krwionośny transportujący krew do tkanek.

Ważne jest także to, że układ oddechowy wyścielony jest przez nabłonek migawkowy.

## Etapy oddychania
Oddychanie przebiega następującymi etapami:
- pobranie tlenu z otoczenia (powietrza lub wody)
- oczyszczenie, ogrzanie i nawilżanie wdychanego powietrza
- transport powietrza do narządu oddechowego, gdzie następuje wymiana gazowa
- dostarczenie tlenu do tkanek oraz dwutlenku węgla z tkanek do narządu oddechowego (tę funkcję przejmuje układ krwionośny)
- wydalenie z organizmu produktów końcowych przez drogi oddechowe
- dostarczanie tlenu do komórek.

## Układ oddechowy bezkręgowców

### Dyfuzja
U zwierząt, których stosunek powierzchni ciała do objętości (masa ciała) jest duży (a więc u organizmów stosunkowo małych – wraz ze wzrostem wielkości powierzchnia rośnie do kwadratu, objętość do sześcianu) w procesie oddychania wystarcza dyfuzja poprzez powłoki ciała. W szczególności dotyczy to zwierząt wodnych i o zwolnionej przemianie materii.
Najprostszą formą wymiany gazowej jest dyfuzja przez powłokę ciała do tkanek. Ze względu na wymaganą wilgotność powierzchni oddechowej dyfuzja jest możliwa jedynie w środowisku wodnym. Rozpuszczony w wodzie tlen dyfunduje do wnętrza komórek, a dwutlenek węgla na zewnątrz, do otaczającej wody. Wyspecjalizowane narządy oddechowe nie są potrzebne przy niedużych rozmiarach ciała, znacznej jego powierzchni w stosunku do objętości lub znikomej ilości materii organicznej w stosunku do masy ciała, jak u meduzy. Komórki metabolizujące z reguły tworzą powłokę ciała lub leżą tuż pod nią, tak więc droga dyfuzji tlenu jest bardzo krótka. Tempo metabolizmu jest na ogół niewielkie, tak więc już stosunkowo małe ilości tlenu zaspokajają potrzeby organizmu. Z takiego sposobu oddychania korzystają bardzo małe zwierzęta (od pierwotniaków do pierścienic). Wymiana gazowa u tych zwierząt wodnych zachodzi całą powierzchnią ciała.
U bezkręgowców stosunkowo dużych, z intensywniejszą przemianą materii, a w szczególności zwierząt lądowych, występuje układ oddechowy. Narządy tworzące układ oddechowy u bezkręgowców są bardzo zróżnicowane. Charakteryzują się cieńszymi ścianami ciała, mogą być unaczynione i wpuklone do wnętrza ciała (u organizmów lądowych) lub uwypuklone (głównie u gatunków wodnych). Należą do nich skrzelotchawki (nieunaczynione)i skrzela (unaczynione), szparki skrzelowe (kanały o ścianach unaczynionych), występujące u organizmów wodnych. U bezkręgowców lądowych występują tchawka (wpuklenia nieunaczynione), płucotchawki (unaczynione), jamy płaszczowe (unaczynione komory u ślimaków lądowych).

### Płazińceiobleńce
Zwierzęta te oddychają całą powierzchnią ciała, natomiast formy pasożytujące wewnętrznie oddychają beztlenowo na drodze fermentacji (rozkład glikogenu). Dodatkowo niektóre formy larwalne obleńców są wrażliwe na stężenia tlenu, przemieszczając się wraz z jego wzrostem. 

### Pierścienice
Większość oddycha całą powierzchnią ciała. Komórki gruczołowe ich naskórka wydzielają śluz, dzięki czemu powierzchnia ciała jest stale wilgotna. Tlen z powietrza rozpuszcza się w śluzie i poprzez powłoki ciała dyfunduje do sieci naczyń włosowatych tuż pod zewnętrzną warstwą komórek naskórka. U wieloszczetów (Nereida) dodatkowo funkcję narządu wymiany gazowej pełnią skrzela w postaci unaczynionych wyrostków powłok ciała - wąsów skrzelowych - osadzonych na parapodiach.

### Stawonogi
U poszczególnych grup układ oddechowy jest rozmaicie ukształtowany. Drobne, planktonowe skorupiaki (oczlik, rozwielitka) oddychają całą powierzchnią ciała.

### Skorupiaki
Narządem wymiany gazowej są cienkościenne, blaszkowate skrzela z reguły zlokalizowane u podstawy lub na członach podstawowych odnóży krocznych (skrzela zewnętrzne). U drobnych form mogą to być i same odnóża, zawierające dobrze rozwinięte przestrzenie hemolimfatyczne. Wymianę gazową warunkuje stopień zwilżenia skrzeli.

### Owady
Układ oddechowy owadów zbudowany jest z systemu rozgałęzionych rurek zwanych tchawkami. Powietrze dostaje się do systemu tchawek przez przetchlinki - niewielkie otwory w powierzchni ciała. Liczba i położenie przetchlinek są różne u różnych gatunków. Maksymalna liczba przetchlinek wynosi 20 (8 par przetchlinek tułowiowych i 2 pary odwłokowych). Następnie powietrze wędruje systemem rozgałęziających się tchawek, które sięgają do wszystkich okolic ciała zwierzęcia. Tchawki mają chitynową osłonkę, zapewniającą odpowiednią elastyczność ścianek. Tlen dostarczany jest wprost do komórek. Wymiana powietrza z tchawek odbywa się przez dyfuzję gazów oraz dzięki skurczom mięśni tułowia i odwłoka. Wewnątrz ciała tchawki kończą się ślepo, mikroskopijnej wielkości delikatnymi, wypełnionymi płynem tracheolami. Wymiana gazowa zachodzi na drodze dyfuzji pomiędzy płynem wypełniającym tracheole a komórkami ciała. Larwy owadów żyjące w wodzie oddychają skrzelotchawkami. Są to cienkościenne blaszki na odwłoku prowadzące do właściwych tchawek. U owadów występuje więc bezpośrednie dostarczenie tlenu do każdej komórki ciała z pominięciem układu krążenia. Zapewnia to wysoką wydajność wymiany gazowej, niezbędną do lotu. 

### Pajęczaki
Narządem wymiany gazowej są płucotchawki (1 do 4 par) zlokalizowane na dole odwłoka. Są to grzebykowate, spłaszczone rozgałęzienia pni tchawkowych, omywane przez hemolimfę transportującą gazy oddechowe. Powietrze do płucotchawek dostaje się przetchlinkami. 

### Mięczaki
Narządem wymiany gazowej u mięczaków wodnych są z reguły parzyste, unaczynione skrzela. U ślimaków płucodysznych narządem wymiany gazowej jest unaczyniony nabłonek jamy płaszczowej.

## Układ oddechowy kręgowców
Pierwotnym narządem wymiany gazowej kręgowców są skrzela. Kręgowce lądowe oddychają płucami (zwykle parzystymi). Powstały one prawdopodobnie z parzystego pęcherza pławnego.

### Kręgouste i ryby
Kręgouste i ryby oddychają przede wszystkim skrzelami. Są one umiejscowione w ścianach szpar skrzelowych łączących gardziel z otoczeniem. U ryb spodoustych szpary skrzelowe otwierają się bezpośrednio na zewnątrz, po bokach ciała (rekin) lub od spodu (płaszczka). U ryb kościstych szpary skrzelowe są nakryte wieczkiem skrzelowym, a ruch wody przez skrzela powstaje w wyniku współdziałania kości otaczających otwór gębowy z ruchami wieczka. W stadiach larwalnych ryb pojawiają się często tzw. skrzela zewnętrzne. U niektórych ryb ważną rolę w procesie wymiany gazów pełni skóra - wynika to z płytkiego umiejscowienia naczyń włosowatych.
Niektóre ryby posiadły zdolność oddychania powietrzem atmosferycznym.

### Płazy
Prócz ryb i kręgoustych skrzelami oddychają też larwy płazów. Larwy płazów bezogonowych mają cztery szpary skrzelowe. Również u płazów w stadium larwalnym występują skrzela zewnętrzne. 
Płuca płazów dzieli od gardzieli krótki odcinek dróg oddechowych zwany tchawico-krtanią. Łączy się on z gardzielą podłużną szparą zwaną szparą głosową. Najprościej zbudowane są płuca u takich płazów jak odmieniec jaskiniowy, u którego są to po prostu dwa worki o gładkich ścianach. U płazów bezogonowych wewnętrzna powierzchnia tych worków ulega już pewnemu pomarszczeniu. Rozbudowany system fałdów płucnych występuje u żab zielonych i ropuch.

### Gady, ptaki i ssaki
U gadów rozwój idzie jeszcze dalej; wprawdzie u niektórych gatunków spotykamy płuca o wewnętrznej powierzchni zupełnie podobnej do płazów, u większości jednak listewki, które u płazów są pojedyncze, komplikują się, wytwarzając nawet u wyższych gatunków przedziały w workach. Do najbardziej obszernych płuc gadów należą płuca żółwi. U morskich żółwi wyporność wypełnionych całkowicie płuc równoważy ciężar szkieletu i pancerza. 
U ptaków i ssaków płuca nie mogą być już nazwane workami w ścisłym znaczeniu tego słowa. Tutaj oskrzela rozgałęziają się początkowo na odnogi drugiego, następnie trzeciego rzędu, i kolejnych rzędów, tak że w rezultacie przyjmują one postać drzewiastą, w której pojedyncze gałązki zakończone są oddzielnymi pęcherzykami płucnymi. U wszystkich kręgowców płuca komunikują się z przednią częścią przewodu pokarmowego. Komunikacja ta utrzymywana jest przy pomocy tchawicy, rozgałęziającej się na dwa oskrzela. Przednia część tchawicy nosi nazwę krtani. Na specjalną uwagę zasługują u ptaków tak zwane worki powietrzne, które umożliwiają intensywny i długotrwały lot, a także lot na dużych wysokościach, gdzie atmosfera jest silnie rozrzedzona.

#### Układ oddechowy człowieka
Układ oddechowy człowieka - jednostka anatomiczno-czynnościowa służąca wymianie gazowej - dostarczaniu do organizmu tlenu i wydalaniu zbędnych produktów przemiany materii, którym jest m.in. dwutlenek węgla. Składają się na niego drogi oddechowe i płuca. Niewielki udział w wymianie gazowej ma również skóra.